# 오토 배서스트
오토 배서스트(영어: Otto Bathurst, 1971년 ~ )는 영국의 영화 감독이다. BBC 드라마 《피키 블라인더스》 1시즌 연출로 2014년 BAFTA 상을 받았다. 2018년 태런 에저턴 주연의 영화 《후드》를 연출했다.